# Conus senator
Conus senator é uma espécie de gastrópode do gênero Conus, pertencente à família Conidae.